# Scoparia isochroalis
Scoparia isochroalis là một loài bướm đêm trong họ Crambidae.